# 海岛藤属
海岛藤属（学名：Gymnanthera）是萝藦科下的一个属，为藤本植物。该属共有4种，分布于亚洲南部及东南部和澳大利亚。